# Iraklis Salònica FC
L'Iraklis FC (també escrit Hraklis FC, en grec modern Ηρακλής) és la secció de futbol del Gimnastikos Syllogos Iraklis Thessaloniki, a la ciutat de Salònica, Grècia.

## Història
Fundat l'any 1908, el club reclama per a si ser el club de futbol més antic del país, d'aquí el seu sobrenom de "l'antic". El seu nom està dedicat al semidéu Hèrcules, de la mitologia grega. El club nasqué el 1899 com el Club Amics de les Arts, dedicat a la música i la literatura. El 1903 es van incloure els esports dins les seves activitats, com ara la gimnàstica, el ciclisme o la natació. El 1905 també s'incorporà el futbol.
El 1908, a causa de diverses dificultats econòmiques, el club es fusionà amb l'Olympia Club, creant-se el 29 de novembre l'Iraklis. S'escolliren els colors blau i blanc de la bandera grega. El nom complet era Ottoman Hellenic Club de Thessaloniki – Iraklis (en aquells temps, Salònica formava part de l'Imperi Otomà. El mot otomà va desaparegué el 1913, en separar-se la ciutat de l'Imperi.
Tingué gran rivalitat amb l'Aris al campionat de Salònica, competició que guanyà cinc cops. El seu únic títol nacional arribà a la Copa grega de l'any 1976, on guanyà 6-5 als penals, després d'empatar a 4, a l'Olympiakos FC a la final.

## Palmarès
- Copa Balcànica de clubs (1): 1985
- Copa grega de futbol (1): 1976
- Campionat de Macedònia[1]
  - Guanyador (2): 1914, 1915
- Campionat de Salònica (5): 1927, 1939, 1940, 1951, 1952

## Jugadors destacats
| - Giorgos Aidiniou - Giorgos Anatolakis - Kostas Chalkias - Grigoris Fanaras - Georgios Georgiadis - Dimitris Gesios - Vassilis Khatzipanagís - Savvas Kofidis - Christos Kostis - Vagelis Kousoulakis - Panagiotis Lagos | - Nikos Makhlàs - Daniil Papadopoulos - Lakis Papaioannou - Ieroklis Stoltidis - Efstathios Tavlaridis - Michalis Konstantinou - Sebastian Rambert - Ederson Fofonka - Joel Epalle - Andreas Reinke - Ebenezer Hagan | - Giuseppe Signori - James Debbah - Kelvin Sebue - Cezary Kucharski - Marcin Mieciel - Sznaucner Mirosław - Jovan Gojković (†) - Ivan Jovanović - Dušan Mitošević - Marko Pantelić - Kennedy Bakircioglu |